# Milán-San Remo 1966
La Milán-San Remo 1966 fue la 57.ª edición de la Milán-San Remo. La carrera se disputó el 19 de marzo de 1966, siendo el vencedor final el belga Eddy Merckx, que se impuso en la meta de San Remo en sprint. Esta fue la primera de sus siete victorias en la Milán-Sanremo.

## Clasificación final
| Posición | Ciclista            | Equipo                | Tiempo     |
| -------- | ------------------- | --------------------- | ---------- |
| 1        | Eddy Merckx         | Peugeot-Michelin-BP   | 6h 40' 40" |
| 2        | Adriano Durante     | Salvarani             | m. t.      |
| 3        | Herman Van Springel | Dr. Mann-Grundig      | m. t.      |
| 4        | Michele Dancelli    | Molteni               | m. t.      |
| 5        | Adriano Passuello   | Legnano-Pirelli       | m. t.      |
| 6        | Rolf Maurer         | Filotex               | m. t.      |
| 7        | Raymond Poulidor    | Mercier-Hutchinson-BP | m. t.      |
| 8        | Franco Balmamion    | Sanson                | m. t.      |
| 9        | Huub Zilverberg     | Televizier-Batavus    | m. t.      |
| 10       | Roberto Poggiali    | Bianchi               | m. t.      |